# Vanessa María Martos Núñez
Vanessa María Martos Núñez es una profesora de Fisiología Vegetal de la Universidad de Granada.

## Trayectoria
Nacida en Granada, se licenció y doctoró en Farmacia por la Universidad de Granada con la calificación de Premio extraordinario de Licenciatura y Premio extraordinario de doctorado.
Es profesora desde el año 2007 del Aula Permanente de Formación abierta de la UGR, y profesora titular del Departamento de Fisiología Vegetal, subdirectora académica del Centro Mediterráneo y miembro del Panel de Cata del Seminario de Estudios Gastronómicos y Enológicos de la Universidad de Granada. También ha impartido docencia en los Grados en Biología, Bioquímica, Biotecnología, Ciencias Ambientales y Farmacia.
Actualmente pertenece al Grupo de Investigación el P.A.I. AGR123: “BIOTECNOLOGÍA Y ECOFISIOLOGÍA DE CULTIVOS Y PLANTAS DE INTERES ECOLÓGICO”, integrado en el Instituto Andaluz de Biotecnología.
Ha participado en distintos proyectos de investigación para una herramienta de diseño asistida por ordenador para la tecnología alimentaria de la UE y del proyecto europeo SUSTAINABLE, que utiliza satélites, drones e inteligencia artificial para mejorar los cultivos agrícolas. Fue Miembro del Comité organizador de Estudios Espaciales de la Universidad de Estrasburgo en 2021 y es la actual directora del Módulo Agricultura/Nutrición para asentamientos permanentes en Misiones de larga duración en la Luna y Marte.

## Premios y reconocimientos
- Premio extraordinario de Licenciatura en Farmacia.
- Premio extraordinario de doctorado en Farmacia.